# 董廷策
董廷策（1545年—？），字對甫，四川瀘州民籍江西省清江縣人，明朝政治人物。

## 生平
由州學附學生中式隆庆四年（1570年）庚午科四川鄉試第三十八名舉人，万历二年（1574年）甲戌科會試第二百六十名，第三甲第二百名進士，授监察御史，巡按甘肃。

## 家族
曾祖董琦；祖董澄，王府典膳；父董懋，工部主事；前母徐氏；母何氏。慈侍下。兄廷儒，弟廷史。娶朱氏，朱茹之女。